# 津軽弁
津軽弁（つがるべん）または津軽方言（つがるほうげん）は、青森県津軽地方で話される日本語の方言である。東北方言（北奥羽方言）に属する。津軽海峡の対岸である北海道の松前郡も津軽弁の影響が大きい。

## 区分
青森県内の方言は、津軽地方の津軽方言と南部地方の南部方言に大きく分かれる（南部方言のうち、さらに下北方言を分けて3区分とすることもある）。両者はそれぞれ、江戸時代の津軽藩と南部藩の領域であり、津軽弁と南部弁の違いは明瞭である。境界は平内町狩場沢と野辺地町馬門の間で、1 kmほどしか離れていない両集落の間でも明確な方言差が認められる。このような方言差から、青森県民同士でも互いの方言がわからず、相互の理解が困難となることもある。これを逆手に取り、青森県のローカルテレビ番組には南部弁話者に津軽弁の意味を当てさせるようなクイズ番組も存在する。
南部弁はいくつかの下位方言に区分されるが、津軽弁の内部差は比較的小さい。そのなかでも、藩都だった弘前市付近は敬語が発達し都会的な言葉とされる。また日本海沿岸部（深浦・鯵ヶ沢周辺部）にも特色が認められる。
津軽方言一般は敬語表現があまり発達していないが、弘前城下で話されていた弘前方言は例外で、敬語が発達し丁寧な表現が多い。現代でも、津軽の人たちは青森市よりも弘前市の方言を「きれい」「上品」と評価し、津軽弁の標準語とみなしている。弘前方言では、「ごす」（ございます）や、間投助詞「ねさ」「ねは」などが付いた丁寧な表現が女性を中心に使われていた。現代ではこのような表現はほとんど聞かれなくなっている。

## 特徴
共通語とは発音が大きく異なり、独特の言い回しが多いため、日本語話者の間では難解な方言として有名である。津軽地方以外の人にはほとんど理解できないため、全国放送のテレビ番組では津軽弁に対して共通語の字幕を付けることが多い。津軽地方の医療現場で、地元出身でない医師や看護師が患者の津軽弁を誤認するという問題も起こっている。津軽弁を聞き慣れない人には外国語のように感じられることもあり、2010年には津軽弁とフランス語を聞き間違えるという内容の「トヨタ・パッソ」のCMが話題になった。
よく知られた津軽弁の表現は、後述下の「どさ」「ゆさ」である。長い文章を短く表現するという東北方言の特徴を端的に表しているが、道行く人にいきなり「どさ」と言っても言葉が足りないため通じないと思われる。「どごさ行ぐの」「湯さ行ぐどご」の省略形であり、「さ」は方向を表す助詞である。
津軽弁の方言詩人高木恭造の命日である10月23日は「津軽弁の日」である。1988年に伊奈かっぺいらを中心とする「津軽弁の日やるべし会」が制定したもので、毎年津軽弁による弁論大会などが開催されている。

## ルーツ
津軽弁の単語の中には、共通語では現在ほとんど使われない古語が転訛したと見られるものがしばしば見受けられる。イントネーションは出雲地方との共通性も指摘されている。
大和言葉・古典漢語の転訛の例
- 「あげた・おどげ」→「上顎・下顎」の意→「顎門（あぎと）・頤（おとがい）」（大和言葉の転、「あぎと」の転訛した言葉は全国の方言に多く見られる）
- 「てぎ」→「面倒」の意→「大儀」（漢語の転）
- 「ほいど」→「乞食、強欲、けち」等の意→「陪堂（ほいと：現在の共通語ではあまり使われない仏教用語。物乞いのこと）」（漢語の転）
- 「じゃいご」→「田舎」の意→「在郷」

## 発音
津軽弁の発音の特徴は、他の東北方言、北奥羽方言とおおむね共通する。
- 母音i、uは中舌母音。eはiに近い発音。
- 「シ」と「ス」、「チ」と「ツ」、「ジ」と「ズ」の区別がない。 例）寿司→スス（尻高）　獅子→スス（頭高）
- 語中、語尾のカ行、タ行が濁音化してガ行、ダ行になる。  例）イカ→イガ　みかん→みがん　いちご→いぢご
- 上記と連動して、語中・語尾のザ行、ダ行、バ行音は、直前に軽い鼻音を伴って発音される[11]。これによって辨別（聞き分け）が可能になる。 例）油（あぶら）→　あんぶら　　すじこ→すんずご
- 合拗音クヮ、グヮの発音が存在する。例）元日（グヮンジツ）　生姜（ショウグヮア）
- 連母音ai、aeは融合してエァɛとなる。普通のエとは異なる音である。oi、uiも同様の融合を起こす。例）浅い→あせぁ　大根→でぁご[12]
- 「せ」「ぜ」は「しぇ」「じぇ」と発音されることもあるが、「せ」はむしろ「ひぇ」「へ」になることが多い。「ざ」「ぞ」「さ」も、それぞれ「じゃ」「じょ」「しゃ」になることがある。
- 長音（ー）、促音（っ）、撥音（ん）は共通語よりも短く発音される。（シラビーム方言）

## アクセント
津軽弁の語のアクセントには、単語の後ろに助詞がある場合、ある場所から高くなり、それ以降もそのまま高く続くという規則性がある。共通語のアクセントの場合は、あるところから低くなるという特徴があり、低くなる直前の拍を「アクセント核」と呼ぶ。津軽弁の場合は、高くなった直後の拍をアクセント核と呼ぶ。例えば、「雨」は2拍目にアクセント核があり、「低高」と発音し、「雨も」は「低高高」である。「帯」は1拍目にアクセント核があり、最初から高い「高低」。「帯も」は「高高高」。「飴」にはアクセント核がなく、単独では「低高」だが、助詞が付くと高音部が移動して、「飴も」は「低低高」となる。

## 文法

### 用言
動詞の活用は基本的に共通語と同じだが、五段活用をする動詞の「行こう」「やろう」などにあたる形はなく（代わりに「行ぐべ」のように「べ」を使う）、四段活用である。また「買う」「習う」などのワ行四段動詞が、「かる」「ならる」のように、ラ行四段活用やラ行変格活用となることがある。一段動詞の命令形は、「起ぎろ」、「開げろ」のように「ろ」語尾を使うが、日本海側の西津軽郡では「起ぎれ」、「開げれ」のように「れ」語尾とすることがあり、秋田弁や北海道方言と共通する。サ行変格活用の「する」は、未然形では「しねぁ」または「さねぁ」（しない）、終止形は「し」または「しる」、仮定形は「せば」、命令形は「しろ」または「しれ」「せ」となる。
形容詞は、終止形語尾が連母音融合を起こした形、例えば「赤い」なら「あげぁ」が語幹となっており、それ自体は活用しない。連用形は「あげぁぐ」（赤く）、仮定形は「あげぁば」（赤ければ）となり、語幹に直接「ぐ」「ば」などの接尾辞を付ける。カリ活用は発達しておらず、過去形「赤かった」は「あげぁくてあった」「あげぁふてあった」と言う。南部弁でカリ活用が発達しているのとは対照的である。
形容動詞では、連体形が「しずがだもり」（静かな森）となって、終止形と同形になる。また仮定形も、「静かだら」（静かならば）、あるいは「静がだば」のように「-な」ではなく「-だ」に統一された形となる。

### 助動詞など各表現
意志・勧誘・推量「べ」
意志・勧誘・推量には、「べ」を用いる。推量には、「べ」に「おん」を付けた「びょん」を使う。「かぐべ」（書こう）、「あげぁべ」（赤いだろう）、「しずがだべ」（静かだろう）のように原則として終止形に付くが、一段動詞には「おぎべ」（起きよう）、「あげべ」（開けよう）のように未然形に付く。カ行変格活用「来る」の場合、「くるべ」のほか、「くべ」「きべ」と言う話者もいる。「らしい」にあたる語として、共通語と同じ「らし」もあるが、「降るよんた」のような「よんた」を主に使う。
丁寧
「ます」に相当する丁寧の表現は、「かぎし」（書きます）、「おぎし」（起きます）のように連用形に「し」（す）を付ける。「し」の否定は「せん」の変化した「へん」「ひぇん」。より丁寧な表現として「書ぐでごし」（書きます）、「行ぐでごし」（行きます）、さらに丁寧な表現として「書ぐでごえし」「行ぐでごえし」のような表現が、弘前を中心に使われていたが、現代では聞かれなくなった。「読みへ」（読みなさい）、「おぎへ」（起きなさい）のように、連用形に「へ」をつけると丁寧な命令表現となり、「かいでけへ」（書いてください）、「起ぎでけへ」（起きてください）のようにも言う。
断定
断定には、共通語と同じく「だ」を使い、丁寧形は「です」。「です」の否定が「でひぇん」（←でせん）となる点が共通語と異なる。
継続相
共通語の「ている」にあたる継続相には、「くってら」（食べている）、「書いでら」（書いている）のように「てら」「でら」を用いる。若年層では、「くっちゅ」「書いじゅ」のような「ちゅ」「じゅ」、あるいは「書いじゃ」のような「ちゃ」「じゃ」と言う場合がある。「ちゅ」を使う若年層では、「みでら」（見ていた）のように「てら」を共通語の「ていた」にあたる完了の意味でも用いるようになっている。元来の津軽弁では、完了の意味には「見であった」のように「てあった」を用いる。
（例）手紙 書イジュはんで（手紙を書いているから）。
可能・受身・自発・使役
可能を表す形には、「かげる」（書ける）、「おぎれる」（起きられる）、「あげれる」（開けられる）、「これる」（来られる）のような可能動詞形（四段動詞以外は、可能動詞から類推して発生した形）と、「書ぐにいい」「起ぎるにいい」のような形があり、前者は能力可能を表す。また受身を表すのに「かがえる」（書かれる）、「おぎらえる」（起きられる）のように「える」「らえる」（「れる」「られる」からrが脱落したもの）が使われるが、この形で可能も表す。自発を表すのには、「書かさる」「押ささる」「積まさる」「起きらさる」のように「さる」を使う。使役を表すのには、「かがせる」（書かせる）、「おぎらせる」（起きさせる）、「こらせる」（来させる）のように「せる」「らせる」を用いる。

### 助詞

#### 格助詞等
共通語の「が」にあたる、主語を表す格助詞は使われず、無助詞で表す（例）花咲いだ（花が咲いた）。「を」にあたる対格も普通は無助詞だが、強調する場合には「ごど」「ば」などを使うことがある（例）「さげごどのむ」（酒を飲む）。係助詞「は」も用いられず、「雨ぁ」（雨は）のように軽く母音が入る程度だが、強調する場合には「きゃ」「だきゃ」があり、「わきゃ行く」（私は行く）のように用いる。
共通語の「に」にあたる語には、「ね」と「さ」がある。「さ」は元々は「へ」にあたる方向を示す語であったが、意味範囲が拡大している。（例）「せんせさ聞ぐ」（先生に聞く）、「静がさなる」（静かになる）
準体助詞としては、例えば「行くのをやめる」なら「行ぐのごどやめる」「行ぐのやめる」「行ぐんずやめる」のように複数の言い方がある。「行ぐんず」は、五所川原市を中心とした日本海側で使う。

#### 終助詞・間投助詞
文末の動詞・形容詞に付いて意味を強める「じゃ」（「でぁ」とも）がある。（例）さびじゃ（寒いな）
間投助詞では、「さ」「きゃ」「の」「な」「ね」がある。「さ」「きゃ」は主に女性が使い、「の」は男女両方、「な」は主に男性。「ね」に「す」を付けると丁寧になる。弘前の年配女性では「ねす」の変形「ねさ・ねは」が使われ、上品な表現とされる。

#### 接続助詞
「から」にあたる理由（順接既定条件）の接続助詞には、「降るはんで」（降るから）のように「はんで」を使う。室町時代の京都で使われた「ほどに」が、「ほでえ」「ほで」「はで」と変化したもの。南部弁では「すけ」を使い、津軽弁の「はんで」と対立する。「はんで」は「ばて」となることもある。「けれども」にあたる逆接既定条件の接続助詞には「ばって」を使い、「ども」などを使う南部弁と対立する。順接の仮定条件には、「行くってせば」（行くとすれば）のように「せば」「へば」を使い、逆接の仮定条件には「降るばたて」（降るとしても）のように「ばたて」を使う。

### 体言
一人称代名詞には、主に「わ」が使われ、ほかに「おら」等もある。「わ」は古語由来の語で、対応する二人称は「な」だが、「な」は現在の津軽では急速に衰退し、「おめ」が使われるようになっている。「わ」の複数形は「わんだい」「わんだじ」、「おめ」の複数形は「おめだじ」。
「お茶っこ」「机っこ」のように、名詞に「こ」を付けて親愛の意味合いを添えることが多い。東北方言一般に使われる接尾辞である。

## 代表的な津軽弁の表現
- 「あさぐ」→「歩く」
- 「あずましい」→「とても気持ち良い」。例：（温泉で）「あずましぃ～」→「極楽、極楽ぅ～」
- 「あっつい」→「熱い」
- 「あっちゃ」、「かっちゃ」、「おかちゃ」、「おが」→ 年配の女性全般。母親。
- 「あぐど」→「かかと」
- 「あめる」→「腐る」
- 「あべ」→「来い」、「おいで」
- 「あっぺ」→ 左右反対や前後反対など。表裏反対は「かっちゃ」。
- 「あっぺる」→「盗む」
- 「あんちか」、「わんちか」、「わんつか」→「ほんの少し」
- 「あげた」→「上顎」顎（あぎと）
- 「あんべ」→「気分」、「居心地」
- 「いだわしぃ」→「もったいない」
- 「いとまが」→「ほんの少しの間」
- 「いぐでねぇ」→「ろくでもない」
- 「いずぅ」、「いずい」、「いんずい」→ 下着がキツくてむず痒いとき、セーターがチクチクするとき、新しい靴がしっくりこないときなど、体に違和感や気持ち悪さを感じたときに発する言葉。
- 「うだで（ぇ）」、「うだでぐ」→「凄い」、「大変」など。語源は古語の「うたてし」。
- 「うって」、「うっと」→「沢山」
- 「うづげる」→「甘える」
- 「うるがす」→ 水に浸してふやかすこと。例：「食った茶碗うるがしておげ」→ 食後の茶碗を（汚れが落ちやすいように）水に浸しておけ。
- 「えふりこぎ」→ 自己中心的な人・利己的な人。
- 「えへる」→「いじける」
- 「おがる」→（身長が）「伸びる」、（動植物全般が）「成長する」
- 「おたってまった」、「こいでゃ」、「こいじゃ」→「疲れる」、「疲れた」
- 「おっちゃ」、「おとちゃ」、「おど」→ 年配の男性全般。父親。
- 「おんろー」、「ろーおー」→「すげえ〜」
- 「おどげ」→「顎」頤（おとがい）
- 「かちゃくちゃね」→「いらいらする」
- 「かちゃましい」→ ぐちゃぐちゃでわけが分からない様子。
- 「かちゃます」→「かき混ぜる」、「滅茶苦茶にする」
- 「かっちゃぐ」→「引っ掻く」
- 「かつくつ」→「いらいら」
- 「がっぱ」→「とても」
- 「かっぱ」、「かっぽ」→ 海・池・水溜まりなどに足を突っ込んで靴がずぶ濡れになること。
- 「かます」→「かき混ぜる」
- 「かまり」→「匂い」、「香り」
- 「からっぽねやみ」、「からっぽやみ」→「いいかげんな人」
- 「かんぷげでる」→ 「腐っている」語源は「かびてる」であり、「あめる」より更に腐っている状態。
- 「きがね」→「気が強い」、「頑固者」
- 「くだぐ」→「両替する」。例：「1万円くだげる？」「多分くだけるびょん。」
- 「ぐだめぐ」→「くだをまく」
- 「くっちゃべんな」→「静かにしなさい」、「おしゃべりをやめなさい」
- 「くまる」、「くまがる」→「からまる」、「こんがらがる」
- 「け」→「食え」、「頂戴」、「おかゆ」、「かゆい」、「毛」など
  - 「け、ねぇ」→「毛がない」
  - 　「けね？」→「くれない？」
  - 「けーねぇ」→「あげない」
  - 「けぃねぇ」→「消えない」
  - 「けぇねぇ」→「食えない」
  - 「けーね」→「簡単だよ」
  - 「けれ」→「頂戴」
- 「けやぐ」→「仲間」、「友達」語源は「契約」、契りを交わした仲。[要出典]
- 「けつめる」→「つまづく」
- 「けっぱる」、「けっぱれ」→「頑張る」、「頑張れ」
- 「けろ」→「ください」
- 「げんだが」→「毛虫」、「芋虫」
- 「こまる」→「かがむ」
- 「こんつける」、「えへる」→「いじける」
- 「ごんぼほる」→「だだをこねる」ごぼうは掘るのが大変なことを、だだをこねる様子に当てはめた。
- 「さしね」 → 「うるさい」
- 「さっぱど」→「さっぱりと」
- 「さんび」→「寒い」
- 「しかへる」→「教える」、「知らせる」
- 「したばって」→「だけど」
- 「しねから」→「脛」
- 「しばれる」→「寒くなる」
- 「しみる」→「凍る」
- 「じぇんこ」→「お金」語源は銭、銭っこ。
- 「じゃいご」→「田舎」、「在」
- 「しゃっこい」→「冷たい」
- 「じゃま」→「身長」
- 「じゃんぼ」→「髪」、「髪の毛」（カットが絡む時限定？「じゃんぼが抜けた／薄い」とは言わない）
- 「じょっぱり」→「意地っ張り」、「頑固者」
- 「しんけたがり」→「神経質な人」
- 「しんねぇ」→（ごぼうなどの繊維の多い野菜などが）なかなか噛み切れず口の中に残る様子。ホルモンなどには使わない。
- 「すっかど」→「すっかりと」
- 「ずぼした」→「ももひき」
- 「すんずご」→「筋子」
- 「ずんぶ」→「随分」
- 「せばだば」→「そうだったら」
- 「そいだば」→「それだったら」
- 「そったら」→「そんな」
- 「そんき」→「そのくらい」
- 「だいが」→「誰が」
- 「たげ」→「とても」
- 「たなぐ」→「持つ」、「担ぐ」
- 「だば」→「じゃあ」、「なら」、「だったら」
- 「だはんで」→「だから」
- 「だらっこ」→「小銭」
- 「たんげ」→「ものすごく」
- 「たんだでねー」→「大変だー」
- 「ちかしい」→「ずうずうしい」、「生意気」
- 「ちっちぇ」、「ちゃっけぇ」→「小さい」
- 「ちゃかし」→「ドジ」、「おっちょこちょい」
- 「ちょす」→「触る」、「いじる」
- 「〜（し）ちゅー」→「〜（し）ている」
- 「つけらっと」、「つけっと」→「ちゃっかりと」
- 「つっぱね」→「泥はね」
- 「どさ」「ゆさ」→ A「どこにいくの?」 B「いまから風呂にいくところだよ」
- 「どしてらばぁ？」→「どうしてた？」（久しぶりに友人や家族に会った時や電話の最初の挨拶）
- 「どすべぇ」→「どうしよう」
- 「とっぱる」→「塞がる」、「詰まる」
- 「とっぺる」→「塞ぐ」、「詰める」
- 「どんず」→「お尻」
- 「どんでら？」→「最近どうですか？」
- 「どんでもいい」→「どうでもいい」、「何でもいい」
- 「どんだんず～」、「どんだっきゃ」→「どないやねん」
- 「な」→「あなた」語源は古語の汝。
- 「なげる」→「捨てる」
- 「なずぎ」→「額」
- 「なんたかんた」→「なんとしても」、「どうしても」
- 「にしまる」、「にしじまる」→「煮詰まる」
- 「にじゅう」、「にじゃぁ」→「似てる」
- 「にっちゃ」→「お兄さん」
- 「ねっちゃ」→「お姉さん」
- 「ねっぱる」→（納豆や糊が）「くっつく」
- 「のめくる」→「つんのめる」。例：「けつめでのめくる」→「つまづいてつんのめる」
- 「のれ」、「のれそれ」→「全力で」
- 「はっける」→「走る」
- 「〜（だ）ばって」→「〜（だ）けれど」
- 「〜（だ）はんで」→「〜（だ）から」、「～なので」
- 「ふとず」→「同じ」
- 「ふじゃかんぶ」、「しじゃかぶ」、「ひじゃかぶ」→「膝」
- 「へなか」、「へなが」→「背中」
- 「へば」→「それじゃぁ」、「さようなら」
- 「へばなぁ」、「へばろぉ」→「またね」、「じゃぁね」
- 「ほろごる」→「払い落す」
- 「ほんずなし」、「ほんつけなし」→「勘違い」、「学がない」、「愚か者」
- 「ほんつけ」→「勘違い」、「頼りない」
- 「ぼんのご」→「後頭部」首の後ろ。語源は「ぼんのくび」。
- 「まいね」（「まいん」と言うところも）→「駄目」、「いやだ」
- 「まがる」／「まがす」→「こぼれる」／「こぼす」
- 「まっちゅう」→「待ってる」
- 「まっこ」→「お年玉」
- 「まなぐ」、「まなこ」→「目」
- 「まんず（まず）」→「とても」、「本当に」
- 「まんま」→「ご飯」
- 「みっぱ」→「外見」、「格好」
- 「むったど」→「いつも」
- 「めぐせぇ」→「恥ずかしい」
- 「めごい」、「めんこい」、「めんけぇ」→「可愛い」
- 「もげる」→「抜ける」
- 「もつけ」→「アホっぽい」、「落ち着きがない人」、「お調子者」など。語源は古語の「うつけ」。
- 「もちょこちぇ」、「もちょこい」→「くすぐったい」
- 「もわんか」、「もあんか」→「もう少し」
- 「やっこい」→「やわらかい」
- 「ゆったど」→「ゆっくりと」
- 「よろた」→「ふともも」
- 「わ」→「私」語源は古語の「我」、「吾」。
- 「わいは」→「あらまぁ」、「おぉ！」、「えぇ!?」（驚いたとき）
- 「わった」→「沢山」
- 「わや」→「とても」（青森市周辺のみ）
- 「わらし」→「子供」
- 「わらはんど」→「子供達」
- 「わんつか」、「わんちか」→「少し」、「わずか」
- 「わんど」→「私達」、「俺ら」、「僕ら」
- 「んだ」→「そうだ」
- 「んだが」→「そうか」
- 「んだばって」→「と言うか、逆に」
- 「んだびょん」→「そう思うよ」
- 「んだべ」→「そうでしょ」
- 「んでね」→「そうじゃない」
- 「んでねぐ」→「そうじゃなくて」

## 地域による津軽弁の表現の違いの例
津軽弁は、南部弁に比べて地域差が小さいが、弘前を中心とした中南地域と、五所川原を中心とした西北地域とは語彙等に若干の差がある。
- 弘前「んだねは」 五所川原「んだきゃ」 → 同意、あいづちの表現
- 弘前「何しちゃんずよ」（「や」と「よ」が反転する） → 「何をしているのだ?」の意
- 北津軽郡や五所川原市でよく使われる感嘆表現 → 「あっつぁ」→「あらまぁ」の意　「しっつぁ」→「それみたことか」の意味や失敗時の「やっちゃった」「なんてことだ」の意味
- 北津軽郡でのみ → 「か」 意味：「ほら」
- 青森「わや」弘前「たげ」 五所川原「がっぱ」 → すごい、たくさんの意
- 弘前、黒石など「がも」 浪岡「はど」 → 男性器の意

注）他地区でも使われているので、地区を限定して表記されてあっても、一概に正しいとは言えない。

## 新しい津軽弁の例
津軽弁は若者の間で少しずつ変化している。逆に、昔からの津軽弁の意味をわからない人も増えている。ちなみに、新しい津軽弁と言っても津軽地方のすべての人に共通に利用し、理解できるというわけではないので注意が必要である。（新しいといっても、数十年前から使われている言葉も記載している）
- がへー（がふぇ）→「ださい」「かっこわるい」「古臭い」
- け→「ちょうだい」
- げる→「盗む」。「げっちゃー」は「盗んでる」、「げろ」は「盗め」、「げった」は「盗んだ」。「ぎる」からの変化。
- そい（こい）→「あれ」「それ」「これ」 例：「そいけ（そいけっさ）」→「それ（これ）ちょうだい」
- どすべ→問題が発生した時などの「どうしよう」、「どうしよう?」
- どへばいべ→「どうしたらいいのだろう」
- どへばよ？→「何でそうなるの？」
- どやすべ→「どうゆう風にしようか」
- どら～ん→「どれどれ私にやらせて」
- どんき？→「どのくらい？」
- どっすー→「（これから）どうする?」「何しようか?」
- どっひゃー（どひゃばー）→「どうしてる?」「元気してる?」。「どしちゃば」の変化。
- どひゃ→「どうすれば」
- なへ（なへよ）→「なぜ?」「どうして?」
- なんした（なんしたば）→「どうした?」「一体何があった?」
- はいる→「（番組が）放送される」
- ひゃー→「では」「じゃあ」「そうしたら」「だったら」。「せば」「へば」の変化。
- ひゃーろー（ひゃーなー）→「じゃあな」「またな」「さようなら」。「へばな」の変化。
- ふぇい→津軽弁の「さしね」と同じ意味。当時使われていた「うっふぇー」が変化したものと思われる。
- まい→津軽弁の「まいね」の進化版。「まいよ」「まいじゃ」「まいはんで」と使うのが一般的。
- むっつい→食べ物が口の中の水分を吸ってしまう状態。簡単に言うと「カステラを食べた時の、なんともいえない感じ」…「カステラめばって、むっついっきゃ」（カステラおいしいけど、口の中の水分がなくなるよね）
- もぐ→「たばこ」
- わや→「とても」。青森市周辺で主に使われており、例えば身長が大きい時に「わや大きい」（とても大きい）というふうに使われる。ただし弘前周辺ではほとんど「たげ」が使われる。
  - 記入者による人的感情による表現（下記の【感覚に根ざす独特の表現】参照）
- わやな→若者言葉「それな」にあたる表現。上記の「わや」からの派生語であるため、主に青森市周辺で使われる。相手の発言に対する同意・共感を示す際に使用される。

注1）他地区でも使われているので、地区を限定して表記されてあっても、一概に正しいとは言えない。
注2）津軽弁としての【単語の書き方】が記入者によって違うので、あくまで【記入者の感覚】である。

## 津軽弁での会話の一例（若者編）
友人との会話の一例。地域によっては多少の違いがある。
1. 「おぉ、おめこったどごでなーっちゃんず?」
- A 「おー、おめこったどごでなにしちゃんず?」

（やあ、お前こんな所で何してるの?）
- B 「あー、Aだばん。わー今けやぐどまぢあわせしちゃんだばって、まんだだもこね。おめは?」

（あー、Aだ。私は今友達と待ち合わせしてるんだけど、まだ誰も来ていないんだよね。Aは何してるの?）
- A 「わが? わっきゃ暇だはんでまぢあるいじゃ。てがたばご一本け」

（俺?俺は暇だったから街歩いていたんだよ。それより、タバコ一本ちょうだい）
- B 「んで持ってねんずよ。しゃーねー。ろ!火っきゃ貸さねでぃやー」

（何で持っていないの?しょうがないなー。ほれ!ライターは貸さないよー）
- A 「なにいっちゃんず。だばわー吸えねーべや。たのむはんでけれ」

（何言ってるんだよ。じゃあ俺吸えないじゃん。お願いだからライター貸してよー）
- B 「わったった。ひゃーやるはんであいんど来るまでわの相手してけ」

（わかったわかった。じゃあライター貸してあげる代わりに、友達来るまで私に付き合ってよ）
- A 「いいや。てが、きたくせぐね?あいんどだべ?」

（わかった。てゆうか、友達来たんじゃない?あの子達でしょ?）
- B 「んだ。へばわーいぐはんで。ひゃーな」

（あ、本当だ。じゃあ私行くね。バイバイ）
- A 「おー、ひゃーろー」

（おー、それじゃあまた）
2. 五所川原編〜待ち合わせ〜
- A 「おめ、どさいってあったぁば?」

（B、あなた、どこに行っていたの?）
- B 「わり、ちょ腹いでしてやー。トイレさいだった」

（ごめん、ちょっとお腹が痛かった。それでトイレにいた）
- A 「おーんなんずな! たげまったいなー」

（へーそうだったのか。かなり待ったよー）
- B 「ほんにわりぃ。ちょ、もういがねばまいぐね?」

（本当ごめん。ちょっと、もう行かないとダメじゃない?）
- A 「お! んだべな。いぐべ!」

（あ!そうだね。行こう!）
- B 「おー急ぐべー!」

（うん。急ごう!）
注）あくまで【記入者の表現】なので、最近の津軽弁と記入者本人が津軽弁だと思って使っているだけの部分が混ざっていると思われる。

## 津軽弁に対する誤解
東京などで「津軽弁」または「東北弁」というと、「〜っぺ」や「〜だっぺ」という語尾を想像されるケースが多い。これはこれらの語尾が著しく田舎を連想させるためであるが、語尾に「〜っぺ」や「〜だっぺ」を付けるのは茨城弁をはじめとする宮城県から千葉県にかけての方言であり、津軽弁で用いられるのは「〜だべ」である。また青森県出身で津軽弁話者の吉幾三が『俺ら東京さ行ぐだ』という歌を発表しているが、この歌の歌詞に登場する方言はステレオタイプ的かつ共通語に近付けたものであり、正確な津軽弁ではない。吉幾三の歌であれば、『TSUGARU』が正確な津軽弁に近い。

## 感覚に根ざす独特の表現
津軽弁には、他の方言にも見られるように、共通語に表現しなおすことが困難な独特の表現が見られる。主に形容詞に見られ、代表的なものに「あずましい（主に居心地がよく安心でき、落ち着く様子）」「しない（発音は「しねぇ」に近い。馬肉やすじ肉等において、噛んでもなかなか噛み切れない様子）」「むっつい（ゆで卵の黄身や甘食等において、口の中の水分が足りずもっさりとして飲み込みづらい様子）」などがある。

## 津軽弁を使う著名人
（括弧内）は出身地。
- 伊奈かっぺい（弘前市）
- 内山千早（青森市）
- 田中義剛（八戸市） - 出身は県南の南部圏だが、津軽弁使いを自認。
- 三遊亭神楽（青森市） - 地元で開催する落語の独演会では津軽弁の落語を披露することもある。
- 吉幾三（五所川原市） - 旧金木町出身[6]。
- 古坂大魔王（青森市）
- 新山千春（青森市）
- 黒石八郎（黒石市）
- 麻生しおり（青森市）
- 青山良平（つがる市） - 旧木造町出身。青森放送ディレクター兼パーソナリティー。
- 橋本康成（三沢市） - 同じく青森放送で、取締役コンテンツ開発局長（元アナウンサー、ディレクター兼パーソナリティー）。ただし、田中と同じ県南の南部圏出身のため、根っからの話者ではない。
- りんご娘（弘前市） - ローカルアイドル。青森をアピールするために津軽弁を常時使用する。また、全国放送でも津軽弁を貫き通す。
- 鈴木正幸（弘前市）
- 人間椅子 (バンド)（弘前市） - 中心メンバーである和嶋慎治、鈴木研一が弘前高校の同級生。踊る一寸法師など、楽曲の歌詞に津軽弁を多用。
- 五十嵐麻朝（青森市） - 俳優。自らのブログをいつも津軽弁の「へばなぁ〜」で締め括っている。
- 舞の海秀平（鰺ヶ沢町） - 大相撲解説者・スポーツキャスター。相手が津軽弁の話者ならば、放送などで津軽弁での会話を披露する事もある。
- 青森伸 - 声優。津軽弁による方言演技指導をすることもある。
- 三上枝織 - 声優。自身のラジオ番組で津軽弁を披露したり、セリフで津軽弁が使われたりしている。
- 横山結衣 - 元AKB48 チーム8
- 駒井蓮（平川市） - 女優
- 王林（弘前市） - アイドル
- 虎谷温子（弘前市） - 読売テレビアナウンサー。和嶋、鈴木と同じ弘前高校の後輩。同局制作の番組（『朝生ワイド す・またん!』）や公式動画サイト（読売テレビアナウンサーチャンネル）で津軽弁を披露したり、解説することがある。
- 副島萌生（弘前市） - NHKアナウンサー。はるか夢球場での1軍戦が行われる際、現地リポートを津軽弁で全国に届けている。
- 小山内鈴奈（弘前市） - フジテレビアナウンサー。めざましテレビやフジテレビ公式YouTubeなどで津軽弁を披露している。

このうち青山、橋本、麻生は個々のラジオ番組（いずれも青森放送）にて、時折ながら津軽弁を使っている。

## 津軽弁に関連した作品など
- ラグノオトーク笑・なまるが勝ち
- いいでば!英語塾
- スーパーギャング深夜同盟
- 今週のどんだんず
- 俺節
- 山おんな壁おんな
- ましろのおと
- 47都道府犬 -  声優バラエティー SAY!YOU!SAY!ME!内で放映された短編アニメ。郷土の名産をモチーフにした犬たちが登場する。青森県は、林檎がモチーフの青森犬として登場。「こっちさ来（こ）〜」「人の話聞けて!!」などと話す。声優は、青森県出身の勝生真沙子。

## 津軽弁の文学作品
また津軽弁はその独特な発音と表現により文学作品の表現に使用されている。これは琉球文学を例外として、本土の方言では関西弁に次ぐ数の多さである。浅利慶太によれば、劇作家の加藤道夫は「日本で一番美しい言葉は東北弁だと思う。あのやわらかな響きが標準語だったら、日本におけるオペラと詩劇の完成は一世紀早まっただろう。」と語ったと言っている。
現代文学
- 高木恭造 - 『まるめろ』（詩集・1931年）
- 一戸謙三 - 『ねぷた』（詩集・1936年）
- 木村助男 - 『土筆』（詩集・1943年）
- 植木曜介 - 『植木曜介詩集』
- 太宰治 - 『雀こ』（小説・1935年）
- 寺山修司 - 『恐山』（ラジオドラマ・1962年）『まんだら』（ラジオドラマ1967年）

民話・口承文学
- 『津軽むがしこ集』川合勇太郎（東奥日報社、1930年） - 著者が南津軽郡藤崎町出身の祖母から聞かされた昔話を、津軽弁のまま収録している。
- 『青森県の昔話』川合勇太郎（津軽書房、1972年） - 津軽弁を含む、青森県各地で採集された昔話を方言のまま収録している。